# Hôtel de ville de Kecskemét
L'Hôtel de ville de Kecskemét (en hongrois : Kecskeméti Városháza) abrite l'administration municipale de Kecskemét. Conçu par Ödön Lechner et Gyula Pártos, il s'agit d'un illustre exemple du style Sécession en Hongrie.